# Złoto rodzime
Złoto rodzime – rzadki minerał z gromady pierwiastków rodzimych. 
Nazwa pochodzi od sanskryckiego słowa, który oznacza nazwę tego metalu oraz od łacińskiego aurora, oznaczającego jutrzenka lub zorza polarna.

## Właściwości
Rzadko tworzy kryształy o pokroju sześcianów, ośmiościanów lub dwunastościanów rombowych. Czasami wykazuje pokrój płytkowy, blaszkowy, a także słupkowy, prętowy igiełkowy bądź włoskowy. Zwykle obserwuje się jego skupienia o budowie zbitej, ziarnistej, włóknistej, drzewiastej, pierzastej, blaszkowej, łuskowej, kulistej, szkieletowej lub skorupowej. Tworzy też dendryty, druty, nieforemne wrostki (wpryśnięcia), impregnacje i naloty. Często spotykany jako ziarna (detrytyczne) oraz drobny pył tzw. złota mąka. Niekiedy tworzy nieregularne grudki, a także bryłki zwane samorodkami. Jest izostrukturalne ze srebrem i miedzią rodzimą. Jest minerałem nieprzezroczystym, bardzo plastycznym, stanowiącym dobry przewodnik zarówno ciepła, jak i elektryczności. Wyjątkowo odporne na czynniki zewnętrzne w tym np. na oddziaływanie innych związków chemicznych. Spotykany w formie bliźniaków. Nierozpuszczalne w kwasach. Rozpuszcza się w rtęci i roztworach cyjanków oraz polisiarczków.

## Odmiany
Często zawiera domieszki innych metalów. Tworzy kryształy mieszane ze srebrem (elektrum), rtęcią (amalgamat złota), miedzią (cuproaudryt), palladem (porpezyt), rodonem (rhodyt), itrem (irauryt), platyną (złoto platynowe) oraz bizmutem (maldonit); także z tellurem, selenem i antymonem. 

## Występowanie
Tworzy dwa podstawowe typy złóż: pierwotne i wtórne. Występuje w hydrotermalnych żyłach kwarcowych, wysoko- i średniotemperaturowych, siarczkowych w aluwiach rzecznych. Spotykane także w piaskowcach i zlepieńcach. Może powstawać w skałach osadowych (np. wapienie czy czarne łupki). Współwystępuje najczęściej z kwarcem, arsenopirytem, pirytem, pirotynem, barytem, galeną, sfalerytem, tellurkami, turmalinem i fluorytem. 

## Miejsce występowania

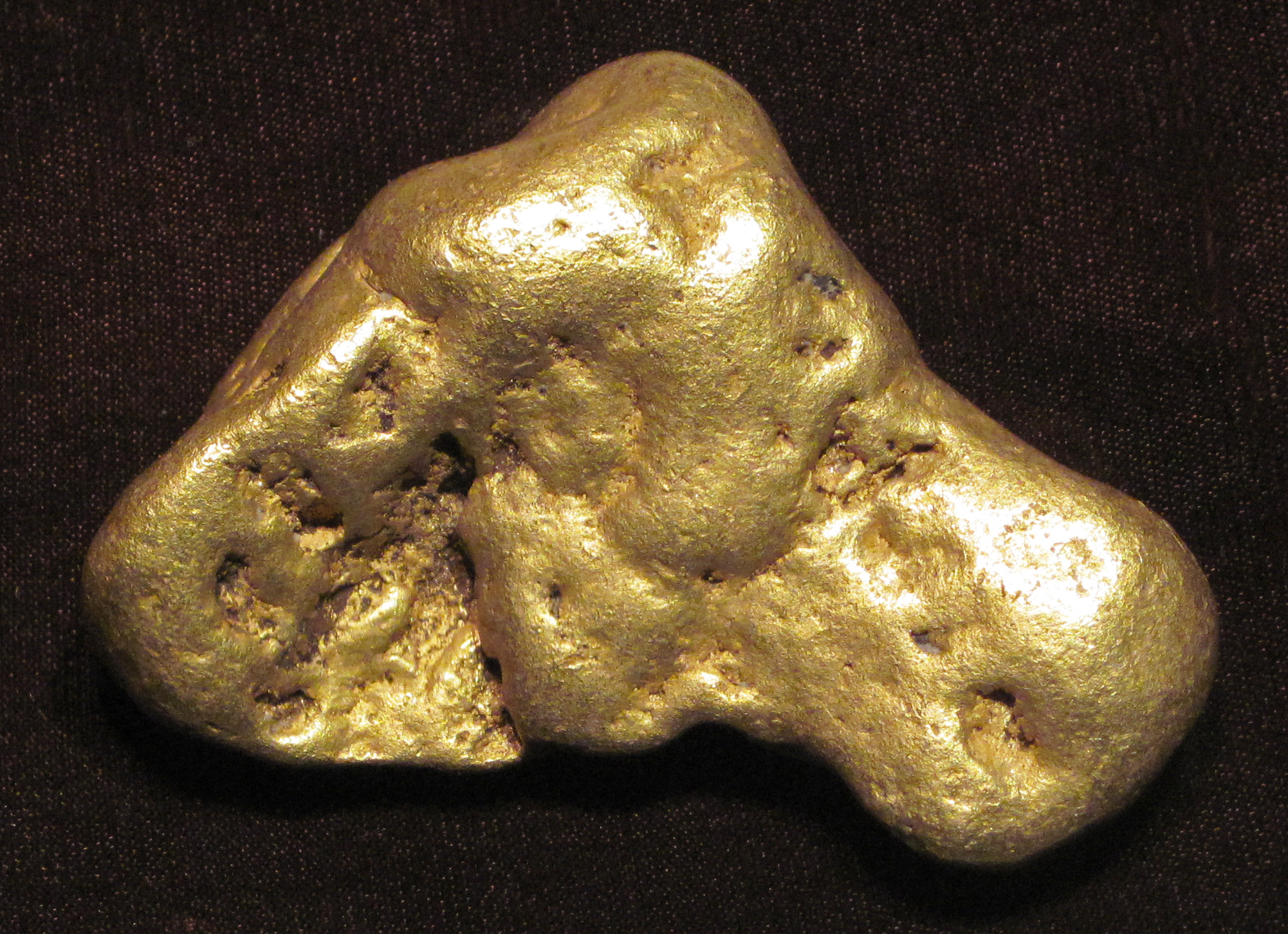
Samorodek złota z Kolorado

Występuje przede wszystkim w RPA, Kanadzie, USA (Kalifornia, Dakota Południowa, Nevada, Kolorado), Australii, Rosji, Brazylii, Rumunii czy Chin. Znane także m.in. z Egiptu, Kolumbii czy Niemiec. W Polsce znane głównie z Dolnego Śląsku, przede wszystkim utworów aluwialnych dorzecza Izery, Kwisy i Bobru. Największe koncentracje występują w rejonie Złotoryi, Legnicy, Hali Izerskiej, Karpacza, Jeleniej Góry czy Szklarskiej Poręby. W obrębie Dolnego Śląska spotykane się także w żyłach kruszcowych i kwarcowych, tworząc zazwyczaj domieszki w różnych minerałach kruszcowych (np. chalkopiryt czy galena) znane są głównie ze Złotego Stoku, Radzimowic czy Kletna. Występuje także w górach Świętokrzyskich (Miedzianka) i Tatrach.  